# N.J. Haustrup
Niels Johannes Nielsen Haustrup (født 3. oktober 1892 i Ringe, død 5. juli 1976 i Montreux, Schweiz) var en dansk emballagefabrikant.
Haustrup voksede op i Ringe, hvor faderen drev et savværk indtil familien i 1899 flyttede til Hjallese. Efter syv års skolegang kom han i lære på Emil Neckelmanns Maskinfabrik i Odense og blev i 1911 maskinsmed. Allerede her interesserede han sig for blikemballage og rejste efter læretiden til Tyskland, hvor han arbejdede på en fabrik, der fremstillede maskiner til blikvarefremstilling i Braunschweig. Han vendte i 1913 tilbage til Odense, hvor han blev ansat hos Thrige indtil han i 1915 blev værkfører på Wittenborg. Han blev forretningsfører på fabrikken i 1917, medejer i 1922 og administrerende direktør for blikvarefabrikken i 1924, da Wittenborg udskilte produktionen af vareautomater i et selvstændigt selskab. Fire år senere købte han fabrikken, der på det tidspunkt var ganske moderne. Blandt andet havde han efter en studietur til USA i 1923 indført samlebånd på fabrikken.
I 1930 overtog Haustrup Wilh. Løngreens Blikvarefabrik i Odense og i det kommende årti udviklede virksomheden sig, så den var Nordens førende indenfor produktion af blikvarer. Fra 1932 bar virksomheden navnet A/S Haustrups Fabrikker. Besættelsesårenes materialemangel satte en stopper for væksten, og Haustrup flygtede i 1944 til Sverige. Han afviste at udføre værnemagerarbejde. Efterkrigsårene bød på stagnation, men i 1950'erne udvidede Haustrup fabrikken og indlemmede i 1952 sønnerne Karl (født 1918) og Poul (født 1918) i ledelsen. Omkring 1960 beskæftigede virksomheden 2.000 ansatte.
Virksomheden overtog i 1960'erne Rosti og begyndte dermed også at producere plastemballage. I 1963 trak N.J. Hastrup sig tilbage som direktør, men forblev i bestyrelsen frem til 1970.
Sideløbende med sit virke havde han flere tillidsposter i brancheorganisationer og sad i bestyrelsen for Fyens Landmandsbank og Thomas B. Thriges Fond. Han var fra 1947 tillige indehaver af Ulriksholm, hvor han drev landbrug i stor skala. Fra 1949 til 1963 var han norsk konsul. I 1964 blev han kommandør af Dannebrogordenen.
Han var gift to gange, i 1914 med Clara Margrethe Hermes (1894-1973) og i 1946 med Anna Ester Magdalena Meier (født 1899).
Han tilbragte sine sidste år i USA og Schweiz og er begravet på Assistens Kirkegård i Odense.